# Ukuransuo
Ukuransuo är en mosse i Finland. Den ligger i Lundo i landskapet Egentliga Finland, i den södra delen av landet, 140 km väster om huvudstaden Helsingfors.